# Golida (povest)
Golida je povest Josipa Jurčiča. Delo ima podnaslov Povest po resnični dogodbi in je prvič izšlo v aprilski številki Slovenskega glasnika leta 1866.

## Vsebina
Zgodba se dogaja v času po Napoelonovem porazu v Rusiji, ko so se francoski vojaki v krdelih vračali domov tudi čez Slovenijo. V odljudni dolini stoji Ponkračev mlin. Nenadoma nekdo glasno potrka na vrata, mlinar in mlinarica prestrašena odpreta, pred njim stojita francoska vojaka. Pograbita kruh na mizi in ga začneta jesti, eden od njiju zahteva »Gallina, gallina, gallina!«. Mlinarica sklepa, da želi imeti golido, saj ni vedela, da gallina po francosko pomeni kokoš. Ko vojaka vidita, da jima je mlinar prinesel golido in ne kokoši, eden od njiju pograbi golido ter z njo mlinarja udari po glavi. Ta mrtev obleži na tleh, vojaka se hitro odpravita, a na tleh sta pozabila culo. Ko jo odprejo, v njej najdejo spečega ottroka.  
Mlinarica je otroka vzela k sebi, poimenovala ga je Pavlek in ga vzgajala kot lastnega sina. A njen rodni sin Janez malega dečka ni maral, tudi drugi fantje so ga radi dražili in klicali Golida. Tako se je fantič drugim ogibal in pasel na osamljenih mestih. Pogosto si je dolgčas preganjal z oblikovanjem figuric iz ilovice in se v tem dobro izuril. Ko je bil star dvanajst let, je umrla mlinarica. Še isti dan mu je starejši »brat« povedal, da bo moral iti od doma in drugje služiti denar. Pavlek je ves objokan pasel krave, ko vidi nekoga stati pri svojih ilovnatih kipcih. Lepo oblečenemu gospodu kmalu razkrije, da mora od doma služit. Gospod ga povabi, da gre z njim, da ga bo naučil še lepše podobe delati. Janez iz nevoščljivosti zdaj Pavletu ne pusti iti, šele duhovnik ga prepriča, da pusti fantiču od doma.
Čez petnajst let se je v mlinu marsikaj spremenilo. Janez je bil slab gospodar, dolgovi so se večali, imel je ženo in troje otrok, ki jih je moral prehraniti. Kmalu je moral prodati mlin in vrniti denar upnikom. Na dražbi so prodajali tudi golido in nek mestni gospod jo je za drag denar kupil. Nato je vanjo vsul toliko goldinarjev, kolikor je znašal Janezov dolg. Izkaže se, da je to Pavle, ki želi »bratu« pomagati, poda mu golido, polno denarja, ki bo zdaj prinesla srečo k hiši. Janez se je kmalu rešil dolgov in začel bolje gospodariti, redno pa ga je obiskoval tudi Pavlek, zdaj sloveč podobar iz Trsta.